# Morsø (isola)
Morsø, o anche Mors, è un'isola della Danimarca sita nella regione dello Jutland Settentrionale.

## Geografia
L'isola è posta al centro del Limfjorden ed è caratterizzata per avere delle brughiere oltre che a degli spazi dedicati all'agricoltura. Il terreno è calcareo e ondulato. Il maggiore centro abitato e capoluogo dell'isola è Nykøbing Mors.

## Collegamenti
L'isola è collegata al resto della regione da due ponti. Oltre a tali vie, vi sono anche collegamenti a mezzo traghetto con la terraferma.